# XXIII emendamento della Costituzione degli Stati Uniti d'America
Il XXIII emendamento della Costituzione degli Stati Uniti d'America (Emendamento XXIII) estende il diritto di partecipare alle elezioni presidenziali al distretto di Columbia. L'emendamento assegna al distretto federale elettori all'interno del Collegio elettorale come se esso fosse uno stato federato, ma in ogni caso il distretto non può mai avere più elettori dello stato meno popoloso. La modalità di scelta degli elettori è determinata dal Congresso. Il XXIII emendamento fu proposto dall'86º Congresso il 16 giugno 1960; fu ratificato dal numero richiesto di stati il 29 marzo 1961.
La Costituzione prevede che ad ogni stato siano assegnati elettori presidenziali in numero pari alla somma dei seggi che lo stato ha al Senato (quindi due), più il numero di rappresentanti alla Camera (differente per ogni stato, in base alla popolazione). Dato che il distretto di Columbia non è uno stato, prima dell'adozione del XXIII emendamento non era titolato ad avere elettori presidenziali. Già dal 1888 alcuni giornalisti e membri del Congresso spinsero per un emendamento costituzionale che prevedesse elettori anche per il distretto, ma tale emendamento non ottenne sostegno diffuso fino al movimento per i diritti civili negli anni '50; non fu visto come una misura politica di parte, e la ratifica dell'emendamento fu sostenuta dal Presidente Dwight D. Eisenhower e da tutti i candidati dei maggiori partiti in occasione delle elezioni presidenziali del 1960. La ratifica dell'emendamento rese il distretto l'unica entità oltre agli stati ad avere rappresentanza al Collegio elettorale.
Le prime elezioni presidenziali in cui partecipò anche il distretto di Columbia furono quelle del 1964; a partire da quell'anno, il distretto ha avuto sempre tre membri al Collegio elettorale, cioè il numero minimo a cui ha diritto. A prescindere da questo limite, la popolazione del distretto non ha mai raggiunto un livello tale da poter teoricamente ambire all'assegnazione di più di tre delegati nel Collegio. Sin dall'approvazione del XXIII emendamento, tutti i voti del distretto elettorale, tranne uno, sono stati sempre assegnati al candidato del Partito Democratico. Il XXIII emendamento non garantì al distretto di Columbia diritto di voto al Congresso, né diede al distretto il diritto di partecipare al processo di emendamento della Costituzione. A questo fine fu proposto dal Congresso un emendamento costituzionale nel 1978, ma non fu ratificato da un numero sufficiente di stati per essere adottato. Molti cittadini del distretto sarebbero a favore dell'ammissione all'Unione del distretto di Columbia come stato, o comunque di ulteriori emendamenti costituzionali per risolvere la questione.

## Testo
Sezione 1. Il distretto che costituisce la sede del governo degli Stati Uniti nominerà, secondo le modalità che il Congresso potrà stabilire:
Un numero di elettori del Presidente e del Vicepresidente pari al numero complessivo di senatori e rappresentanti del Congresso a cui il Distretto avrebbe diritto se fosse uno stato, ma in nessun caso superiore a quello dello stato meno popoloso; essi si aggiungeranno a quelli nominati dagli stati, ma saranno considerati, ai fini dell'elezione del Presidente e del Vicepresidente, come elettori nominati da uno stato; e si riuniranno nel Distretto e svolgeranno i compiti previsti dal dodicesimo articolo dell'emendamento.
Sezione 2. Il Congresso avrà il potere di far rispettare il presente articolo mediante opportuna legislazione.

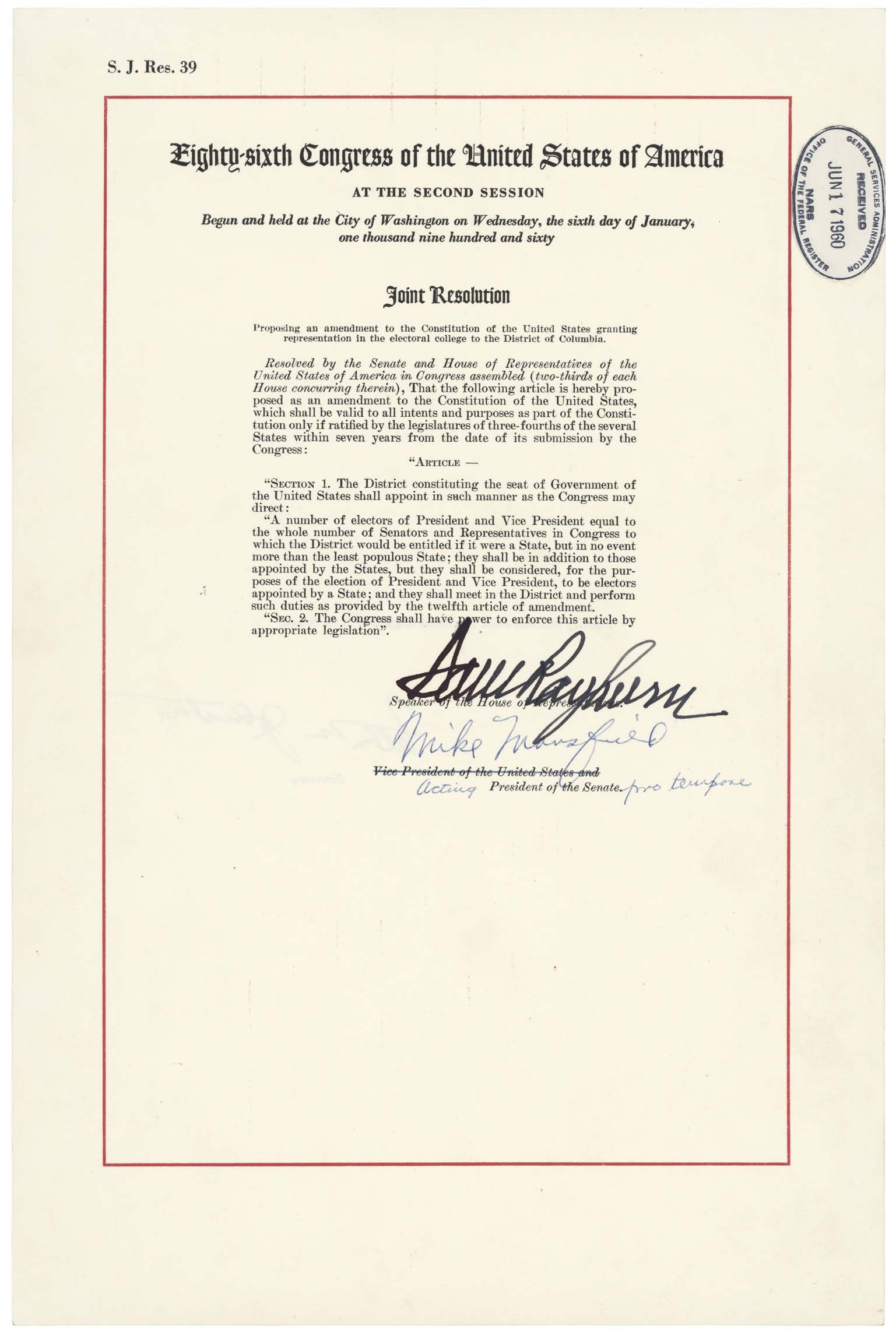
Il ventitreesimo emendamento negli Archivi Nazionali.

## Contesto
Le regole della Costituzione degli Stati Uniti per la composizione della Camera dei rappresentanti e del Senato concedono esplicitamente seggi ai soli stati, senza eccezioni per altre entità. Allo stesso modo, gli elettori (cioè i membri del Collegio elettorale) sono suddivisi tra i soli stati, e non tra i territori o il distretto federale. Il riferimento principale al distretto federale è nell'Articolo I, Sezione 8 della Costituzione, che conferisce al Congresso il potere "di esercitare la legislazione esclusiva in tutti i casi, qualunque essi siano, sul distretto (non superiore a dieci miglia quadrate) che può, mediante cessione di particolari stati e accettazione del Congresso, diventare la sede del governo degli Stati Uniti." All'inizio della sua esistenza, il distretto era troppo piccolo e rurale per meritare comunque un ipotetico seggio alla Camera dei rappresentanti, contando meno di 30 000 abitanti.
Nel 1888 fu presentato al Congresso un disegno di legge per modificare la Costituzione dal senatore Henry Blair del New Hampshire, al fine di garantire il diritto di voto al distretto di Columbia nelle elezioni presidenziali, ma la proposta non fu portata avanti. Theodore W. Noyes, scrittore del Washington Evening Star, pubblicò diversi articoli a sostegno dei diritti di voto di Washington. Noyes contribuì anche a fondare il Comitato misto dei cittadini per la rappresentanza nazionale del distretto di Columbia, un gruppo che esercitò pressioni sul Congresso affinché approvasse un emendamento per espandere i diritti di voto del distretto. Noyes morì nel 1946, ma il Comitato misto dei cittadini continuò ad operare e la questione dei diritti di voto del distretto cominciò a essere vista in analogia al movimento per i diritti civili. L'Evening Star, continuando sullo stampo di Noyes, sostenne la rappresentanza del distretto al Congresso e al collegio elettorale, ma si oppose all'"home rule", cioè ai sindaci e consigli eletti localmente con potere effettivo piuttosto che governo diretto da parte del Congresso. The Washington Post, tuttavia, sostenne l'"home rule" e i diritti civili, ma si oppose alla rappresentanza a pieno titolo del distretto. Nonostante molte delle persone che guidavano la proposta fossero democratici liberali, il distretto di Columbia negli anni '50 era abbastanza equilibrato per quanto riguarda l'appartenenza politica: i democratici avevano solo un leggero vantaggio rispetto ai repubblicani, sebbene i repubblicani del distretto negli anni '50 fossero più liberali rispetto agli standard nazionali. Un emendamento per garantire al distretto maggiori poteri di voto avrebbe pertanto potuto ottenere il sostegno bipartisan in un modo che sarebbe stato più difficile in seguito. Solo il 28% del distretto era afroamericano secondo il censimento del 1940, e la popolazione nera era giovane rispetto agli altri residenti, rendendo l'elettorato afroamericano votante ancora più ridotto per il fatto che l'età per votare era di 21 anni. Questa percentuale crebbe fino al 54% nel censimento del 1960, ma secondo il politologo Clement E. Vose, "vari fattori, tra cui inesperienza nel voto, handicap educativi, requisiti di residenza, leggi sul welfare e ostracismo sociale prima del Voting Rights Act, ridussero al minimo la registrazione e il voto dei neri".

## Proposta e ratifica

### Adozione da parte del Congresso
La risoluzione congiunta del Senato n. 39, che sarebbe poi diventata il Ventitreesimo Emendamento, fu presentata nel 1959 dal senatore democratico del Tennessee Estes Kefauver. La sua proposta avrebbe garantito il funzionamento d'emergenza del Congresso e la continuità del processo legislativo autorizzando i governatori a coprire i posti vacanti alla Camera dei rappresentanti "in qualsiasi data in cui il numero totale di seggi vacanti... superi la metà dei membri autorizzati". L'autorità di nomina del governatore sarebbe stata limitata a 60 giorni e il nominato avrebbe ricoperto il suo incarico fino all'elezione di un successore in un'elezione straordinaria. Il disegno di legge fu emendato due volte in Senato; una disposizione aggiuntiva, proposta dal repubblicano di New York Kenneth Keating, avrebbe concesso al distretto di Columbia il diritto di voto nelle elezioni nazionali e delegati senza diritto di voto alla Camera. L'altra, proposta dal democratico della Florida Spessard Holland, avrebbe eliminato la poll tax e altri requisiti relativi al patrimonio come prerequisito per il voto nelle elezioni federali. Il Senato approvò la SJR-39 nella sua versione a tre emendamenti il 2 febbraio 1960, con 70 voti favorevoli e 18 contrari, e la inviò alla Camera.
La Commissione Giustizia della Camera, dopo aver accantonato le disposizioni anti-poll tax e sulle nomine di emergenza alla Camera contenute nella SJR-39, inviò all'aula della Camera la propria proposta, la Risoluzione Congiunta della Camera-757, contenente esclusivamente le norme per gli elettori presidenziali del distretto di Columbia. Questa fu approvata dalla Camera senza emendamenti e a voto palese il 14 giugno 1960. Successivamente, all'unanimità, il testo della HJR-757 fu inserito nella SJR-39, la cui versione originale venne rimossa. Il Senato adottò la risoluzione rivista a voto palese il 16 giugno 1960.

### Ratifica da parte degli stati
Ratifica nel periodo 1960-1961
     Ratifica dopo l'adozione
     Emendamento rigettato
     Nessuna azione intrapresa sull'emendamento

Ratifica nel periodo 1960-1961
Ratifica dopo l'adozione
Emendamento rigettato
Nessuna azione intrapresa sull'emendamento

Per divenire valido come parte della Costituzione, il ventitreesimo emendamento necessitava della ratifica da parte delle legislature di tre quarti degli stati, cioè 38 a seguito dell'ammissione all'Unione di Alaska e Hawaii nel 1959, ed entro sette anni dalla sottoposizione agli stati da parte del Congresso, cioè entro il 16 giugno 1967. Il Presidente Eisenhower, insieme agli altri candidati dei principali partiti alle elezioni presidenziali del 1960, al Vicepresidente Richard Nixon ed al senatore John F. Kennedy del Massachusetts, sostennero la proposta. I sostenitori dell'emendamento portarono avanti una campagna efficace, mobilitando persone in quasi tutti gli stati per promuovere la sua approvazione.
I seguenti stati hanno ratificato l'emendamento:
1. Hawaii: 23 giugno 1960
2. Massachusetts: 22 agosto 1960
3. New Jersey: 19 dicembre 1960
4. New York: 17 gennaio 1961
5. California: 19 gennaio 1961
6. Oregon: 27 gennaio 1961
7. Maryland: 30 gennaio 1961
8. Idaho: 31 gennaio 1961
9. Maine: 31 gennaio 1961
10. Minnesota: 31 gennaio 1961
11. Nuovo Messico: 1 febbraio 1961
12. Nevada: 2 febbraio 1961
13. Montana: 6 febbraio 1961
14. Colorado: 8 febbraio 1961
15. Washington: 9 febbraio 1961
16. Virginia Occidentale: 9 febbraio 1961
17. Alaska: 10 febbraio 1961
18. Wyoming: 13 febbraio 1961
19. Dakota del Sud: 14 febbraio 1961
20. Delaware: 20 febbraio 1961
21. Utah: 21 febbraio 1961
22. Wisconsin: 21 febbraio 1961
23. Pennsylvania: 28 febbraio 1961
24. Indiana: 3 marzo 1961
25. Dakota del Nord: 3 marzo 1961
26. Tennessee: 6 marzo 1961
27. Michigan: 8 marzo 1961
28. Connecticut: 9 marzo 1961
29. Arizona: 10 marzo 1961
30. Illinois: 14 marzo 1961
31. Nebraska: 15 marzo 1961
32. Vermont: 15 marzo 1961
33. Iowa: 16 marzo 1961
34. Missouri: 20 marzo 1961
35. Oklahoma: 21 marzo 1961
36. Rhode Island: 21 marzo 1961
37. Kansas: 29 marzo 1961
38. Ohio: 29 marzo 1961
Con 38 stati che ratificarono il ventitreesimo emendamento, il processo fu completato in 9 mesi e 12 giorni dopo la proposta del Congresso. L'emendamento fu poi ratificato da:
39. New Hampshire: 30 marzo 1961 (data della notifica ufficiale; fu preceduta dalla ratifica ufficiale il 29 marzo 1961, come 37° stato, che fu annullata e poi richiamata lo stesso giorno)
40. Alabama: 11 aprile 2002

Il 3 aprile 1961 John L. Moore dell'amministrazione dei servizi generali certificò che l'emendamento era stato adottato dal numero richiesto degli stati, ed era divenuto parte della Costituzione.
L'emendamento fu rigettato dall'Arkansas il 24 gennaio 1961. Nove stati non intrapresero iniziative sull'emendamento: Florida, Kentucky, Mississippi, Georgia, Carolina del Sud, Louisiana, Texas, Carolina del Nord e Virginia.